# 라마다서울호텔
라마다서울호텔(영어: Ramada Seoul Hotel)은 서울특별시 강남구 삼성2동에 위치한 호텔이다.